# Ртищево (Московская область)
Ртищево — деревня в Московской области, входит в состав городского округа Домодедово.

## География
Деревня расположена в 26 км южнее города Домодедово. Рядом с деревней находятся село Вельяминово, садовое товарищество и коттеджный посёлок «Ртищево».
Возле деревни протекает река Речица (приток Северки).

## Население
| 2002 | 2010 |
| ---- | ---- |
| 15   | ↗23  |

## Транспорт
В 2,5 км к северо-востоку от деревни находится платформа Вельяминово Павелецкого направления МЖД.
В 0,5 км западнее Ртищево проходит автодорога M4 (Каширское шоссе). Деревня связана с ближайшими населёнными пунктами дорогами местного значения.